# Pavetta macropoda
Pavetta macropoda är en måreväxtart som beskrevs av Cornelis Eliza Bertus Bremekamp. Pavetta macropoda ingår i släktet Pavetta och familjen måreväxter.
Artens utbredningsområde är Sumatera. Inga underarter finns listade i Catalogue of Life.